# 皇后酒店
皇后酒店（英語：Queen's Hotel），為香港的一間三星級酒店，位處於香港島西營盤皇后大道西199號，酒店於2005年1月開幕，共提供43間豪華客房。

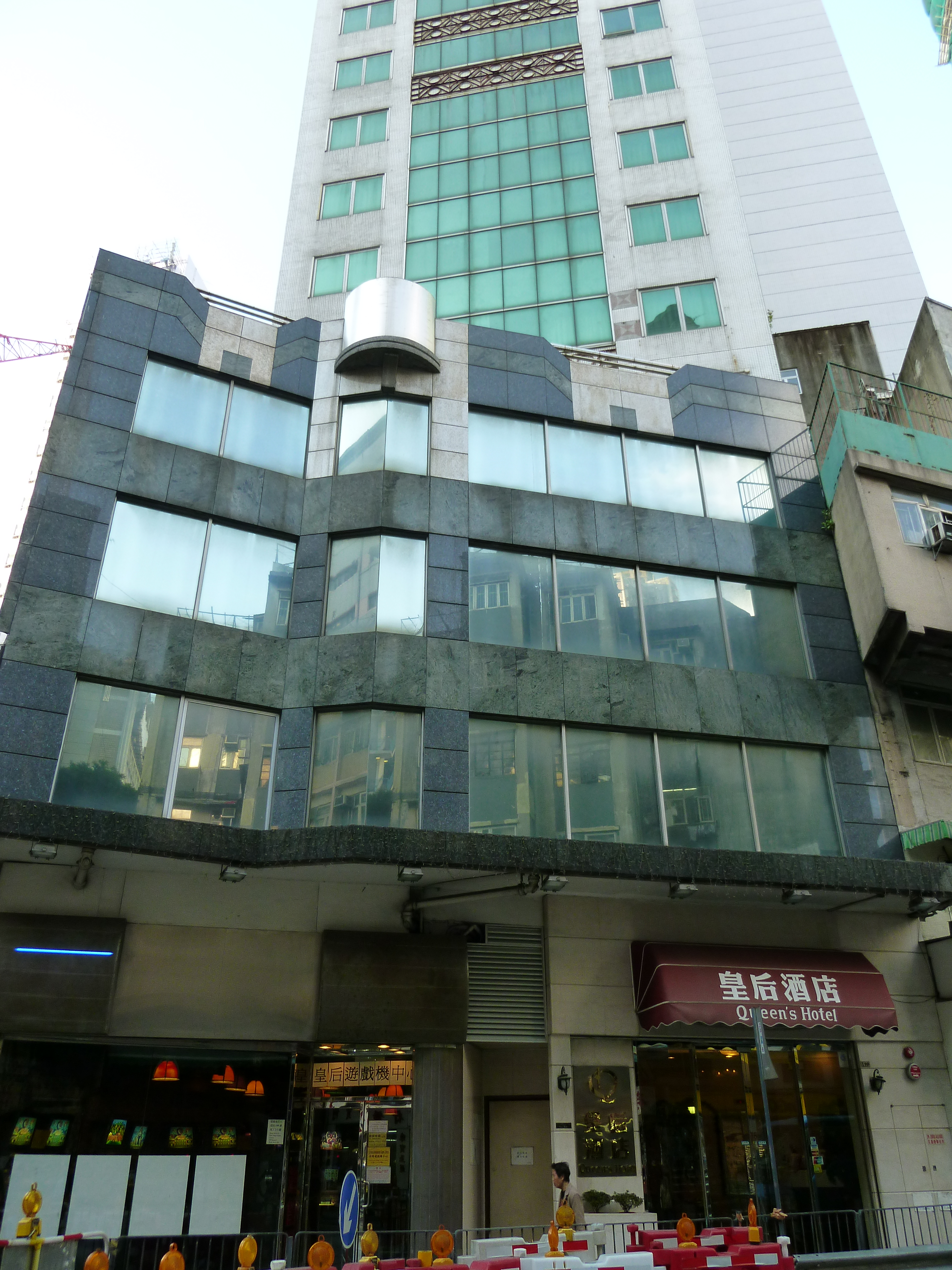
皇后酒店

## 酒店設施
- 無線上網
- 蒸氣浴室[1]

## 參看
- 香港酒店列表

## 外部連結
- 皇后酒店 （页面存档备份，存于）

1. 1 2  . QueensHotel.   [2021-09-01]. （原始内容存档于2021-09-01） （英语）.